# Agrostis densiflora
Agrostis densiflora es una especie de planta herbácea de la familia de las poáceas. 

## Descripción
Es un endemismo de la costa del norte y centro de California, donde crece en hábitats a lo largo de la línea de costa, como las dunas y acantilados. Tiene un crecimiento en mechones alcanzando un tamaño de entre 10 y 85 centímetros de altura como hierba perennifolia. La pequeña inflorescencia es unos pocos centímetros de largo y es densa, con matriz cilíndrica de espiguillas diminutas, cada una de hasta aproximadamente 3 milímetros de longitud.

## Taxonomía
Agrostis densiflora fue descrita por George Vasey y publicado en Contributions from the United States National Herbarium 3(1): 72. 1892.
Etimología
Ver: Agrostis
densiflora: epíteto latino que significa "denso de flores".
Sinonimia
- Agrostis arenaria Scribn.
- Agrostis clivicola Crampton
- Agrostis clivicola var. clivicola
- Agrostis clivicola var. punta-reyesensis Crampton
- Agrostis densiflora var. arenaria Vasey
- Agrostis densiflora var. densiflora[3][4]